# Unagi
L'unagi (うなぎ?) è un ingrediente tipico della cucina giapponese. Sebbene in giapponese il termine indichi semplicemente l'anguilla (e più esattamente dell'Anguilla japonica), un'anguilla tipica delle acque giapponesi, in italiano e nelle lingue occidentali in genere il termine viene usato per la sua carne preparata alla griglia e spesso insaporita con salsa di soia e altri aromi chiamata in giapponese kabayaki, a sua volta essenziale per la preparazione dell'unadon, una delle forme più famose di donburi, e per il sushi.

## Storia
Le anguille sono state mangiate in Giappone per almeno 1.300 anni. Il primo documento, che si riferisce all'anguilla come alimento, è il Fudoki, che fu pubblicato nel 713dC. A quel tempo, la gente tagliava le anguille in piccoli pezzi (ma poteva essere anche utilizzata una intera), poi li infilzava su uno spiedo, grigliandoli e poi immergendoli in pasta di soia o aceto. Da allora il modo di tagliare un'anguilla è cambiato. Ora l'anguilla viene tagliata longitudinalmente e aperta, la lisca viene quindi rimossa prima di essere infilzata. Con la diffusione della salsa di soia in stile orientale-giapponese, chiamata koikuchi-shoyu, sono diventate sempre più popolari le anguille marinate in questa salsa. A metà del 1700, alcuni negozi di anguille iniziarono a servire anguille insaporite alla griglia o kabayaki avvicinando il sapore a quello che assaggiamo oggigiorno. Intorno al 1800, i ristoranti, che servivano una ciotola di riso condita con il kabayaki, chiamato unadon, divennero più comuni, sebbene alcuni fossero piuttosto esclusivi. Alla fine dell'era Edo, il kabayaki era al contempo un piatto servito in alcuni ristoranti esclusivi, così come un cibo di strada da acquistare da un carrello o una bancarella di strada.

## Problematiche odierne
Il New Yorker ha riportato nel 2017 come nel 2013, il governo giapponese ha aggiunto l'Anguilla japonica alla sua Lista rossa ufficiale di pesci in via di estinzione, dopo che i ricercatori hanno scoperto che le popolazioni selvatiche di unagi erano diminuite di circa il 90% nel corso di soli tre decenni.
I prezzi all'ingrosso delle anguille allevate e importate dalla Cina sono saliti immediatamente a un livello record facendo crescere ancora di più i già altissimi prezzi delle anguille "selvatiche giapponesi", catturate in natura, fino al cinquanta o al sessanta per cento in più.
Il governo era in ritardo per riconoscere l'entità del problema, che aveva già messo a dura prova molti famosi ristoranti specializzati. Alcuni, anche tra i più famosi, avevano già chiuso i battenti un anno prima che la specie fosse dichiarata in pericolo, e i ristoranti sopravvissuti acquistavano anguille a un prezzo dieci volte superiore al prezzo che avevano pagato solo otto anni prima.
Le uova di anguilla si schiudono in mare ma l'animale cresce in acqua dolce, non può essere efficacemente allevato in cattività, quindi gli stock allevati si affidano a giovani anguille, ossia le cieche conosciute in Giappone come anguille di vetro, che vengono raccolte in mare, quindi portate a maturità in allevamenti di anguille in Cina, Corea e Giappone (spesso si tratta di cieche di origine europea con ricadute anche sulle specie nostrane).
Proprio la pesca eccessiva delle cieche è, senza dubbio, la fonte del problema. Ogni anno, i giapponesi mangiano più di centomila tonnellate di anguille, che di solito ammontano a circa il settantacinque per cento del totale delle catture globali (scritto nel 2017). Circa la metà di quel consumo annuale di anguille avviene durante i mesi estivi, quando la tradizione giapponese sostiene che il nutriente unagi aiuta a mantenere la propria resistenza contro gli effetti dell'afa estiva.
Nel settembre 2016, il Convenzione sul commercio internazionale delle specie minacciate di estinzione si è riunito in Sudafrica, dove l'umore prevalente ha suggerito che l'Unione europea potrebbe appoggiare una moratoria sulla raccolta delle anguille, che potrebbe entrare in vigore in tre anni se passa. Ciò potrebbe, in teoria, limitare il flusso di anguille di vetro europee verso i vivai cinesi che allevano anguille principalmente per il mercato giapponese. Ma si teme che ciò comporterebbe semplicemente una crescente domanda di cieche catturate negli Stati Uniti.
È stato inoltre proposto di sostituire l'anguilla con un tipo di grongo (Conger myriaster) chiamato in giapponese anago, che però ha una forma simile ma una consistenza diversa una volta preparato. Un altro possibile sostituto è il pesce gatto kindai, un prodotto sviluppato dalla stessa università che ha aperto la strada all'allevamento di tonno rosso a ciclo chiuso. L'università ha affermato che il pesce gatto kindai non ha l'odore di pesce tipico del pesce gatto, risultato ottenuto attraverso uno speciale regime alimentare.

## Preparazione e caratteristiche
L'anguilla ovviamente è cucinata in Giappone in molti modi. Ma ciò che in Occidente chiamiamo unagi è la preparazione secondo il metodo più comune: il metodo kabayaki come menzionato prima. L'anguilla, aperta e diliscata, viene grigliata, quindi viene marinata in un composto che include salsa di soia, mirin e zucchero, alcune ricette prevedono anche sakè e spezie. Viene poi servita glassata con una salsa simile alla marinatura.
Lo shirayaki unagi, è simile al kabayaki in quanto l'anguilla è sfilettata, disossata, infilzata e grigliata. Tuttavia, nella cottura in stile shirayaki, l'anguilla viene arrostita senza salsa tare e condita solo con sale, un metodo di cottura che assicura che si riveli il sapore genuino dell'anguilla.

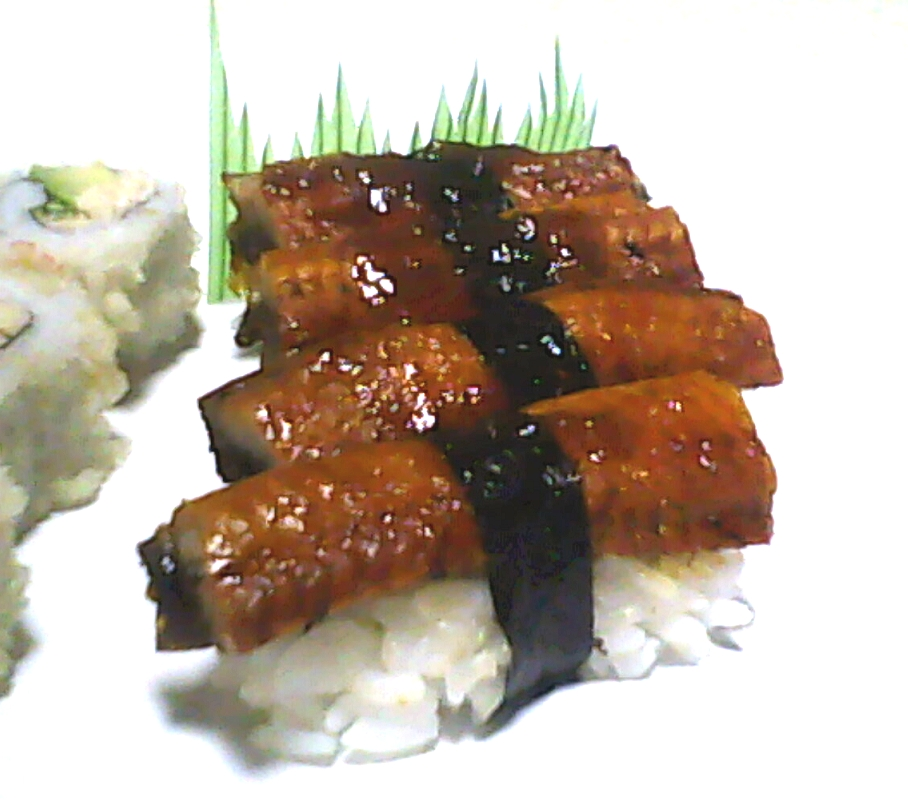
Unagi-sushi

Il modo di preparare l'anguilla in Giappone differisce da regione a regione. Ad esempio a Kantō, che si trova nella parte orientale del Giappone, l'anguilla viene tagliata aperta lungo la spina dorsale e grigliata dalla parte posteriore. La ragione storica è di evitare di tagliare l'anguilla dalla parte anteriore, come avrebbe fatto su di sé un seguace del Bushido (che lì ha le sue radici) per motivi di onore.
Nel Kansai, invece tagliano il loro unagi dalla parte anteriore sin dal periodo Edo. Questa abitudine aveva un senso positivo perché rimandava ad un modo di dire della classe mercantile molto numerosa of Osaka, che si trova nel Kansai, in quel periodo.

## Impiego

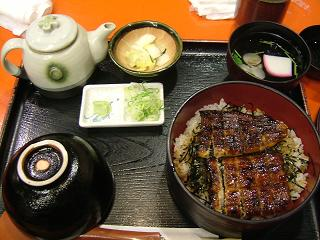
Vassoio imbandito per lo Hitsumabushi

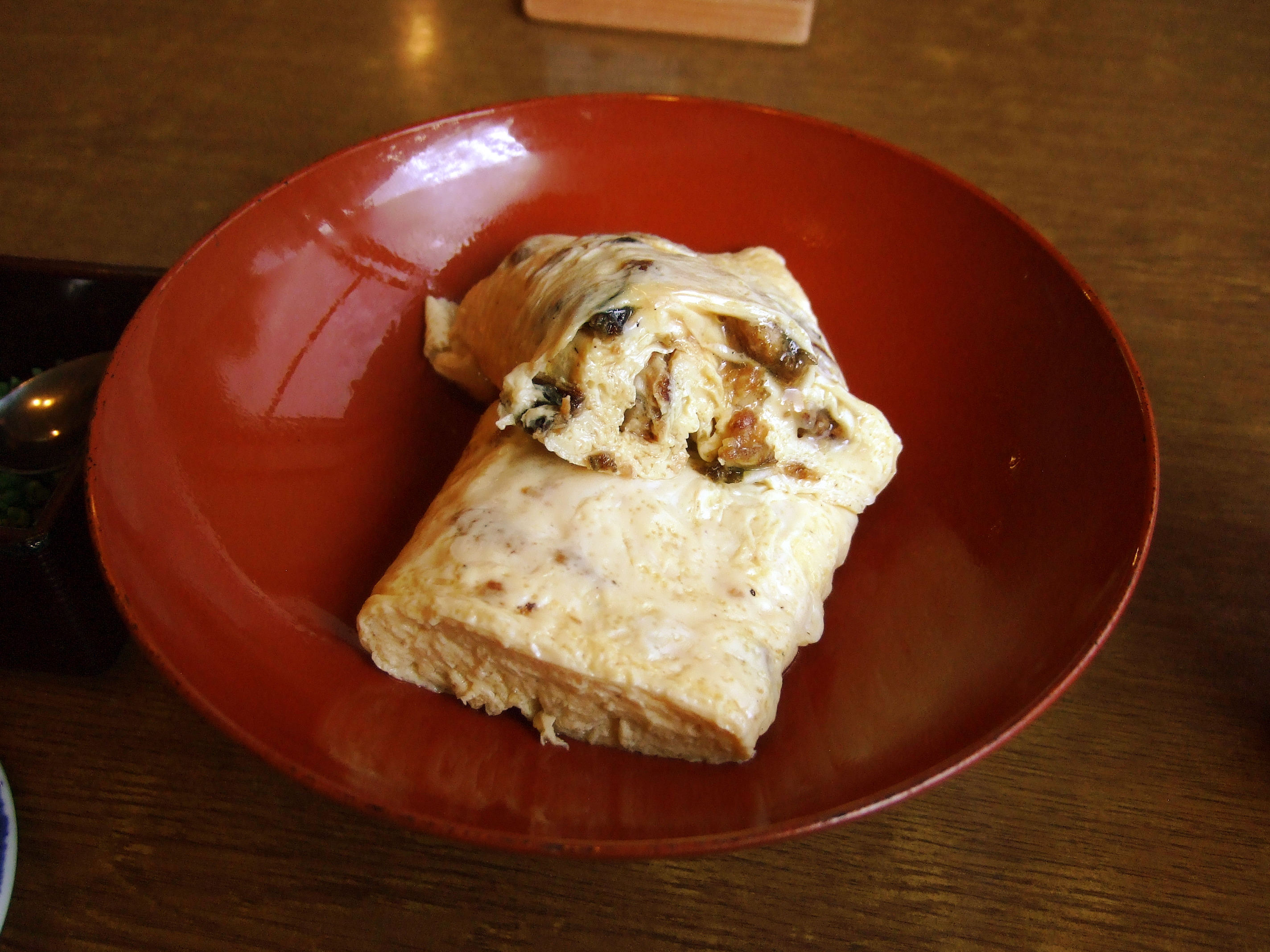
Umaki

Oltre al diffuso nigiri sushi con unagi, ben noto anche nei ristoranti giapponesi in Italia, l'unagi viene usato anche in molti altri piatti, tra i quali il più famoso è l'unadon. Inventato nell'era Edo, circa 400 anni fa, questo stile rimane uno dei piatti standard della cucina giapponese.
L'unadon viene preparato servendo piccole fette di unagi su una ciotola di riso. 
Lo Hitsumabushi era originariamente un meibutsu (specialità locale) di Nagoya, tuttavia è diventato popolare in altre parti del Giappone grazie al suo stile di servizio unico. L'unagi viene diviso in quattro porzioni. La prima porzione viene consumata sulla ciotola di riso, così come è. Il secondo viene coperto con condimenti come wasabi, cipolle verdi finemente affettate e nori tagliuzzata. La terza porzione viene consumata in modo simile alla seconda, cioè con l'aggiunta di condimenti, ma ci viene versato sopra del tè verde appena preparato o del brodo, in stile ochazuke. Per la quarte parte, si sceglie lo stile preferito da ripetere. Questo stile di anguilla si pensa abbia avuto origine alla fine dell'era Meiji.
L'umaki invece è un maki (rotolo) fatto con una frittata (tamago) sottilissima avvolta molte volte intorno ad un pezzo di unagi.
Esiste anche un biscotto dolce chiamato torta Unagi.